# Il Popolo Veneto
Il Popolo Veneto è un quotidiano fondato a Padova il 31 dicembre 1921. Fu organo regionale del Partito Popolare Italiano di Don Luigi Sturzo. 

## Storia
Durante i primi anni  la redazione fu presa di mira dai fascisti, fino alla chiusura del quotidiano il 22 maggio 1925. Direttore fu Luigi Agostino Mondini, che veniva da Roma. Tra i primi collaboratori furono oltre ai deputati del Partito Popolare: Filippo Meda, Giovanni Gronchi, Italo Mario Sacco. Dopo un secolo dalla sua fondazione diventa anche un giornale online.